# Show Me
Show Me è un brano musicale del rapper statunitense Kid Ink e del cantante R&B Chris Brown pubblicato il 17 settembre 2013, estratto come singolo di debutto dal secondo album in studio del rapper, My Own Lane. Il brano ha raggiunto il 13º posto nella classifica Billboard Hot 100 e nel 23º posto nella classifica Official Singles Chart. Il brano ha, inoltre, raggiunto 100 milioni di visualizzazioni.

## Video
Il 17 settembre 2013, è stato pubblicato il video ufficiale. Il 7 novembre 2013, è stato pubblicato un behind the scenes (dietro le quinte) sull'account VEVO del cantante.

## Classifiche
| Classifica (2013-2014) | Posizione massima |
| ---------------------- | ----------------- |
| Australia              | 46                |
| Austria                | 47                |
| Belgio (Fiandre)       | 18                |
| Belgio (Vallonia)      | 46                |
| Canada                 | 21                |
| Danimarca              | 33                |
| Francia                | 58                |
| Germania               | 36                |
| Nuova Zelanda          | 40                |
| Paesi Bassi            | 84                |
| Regno Unito            | 23                |
| Stati Uniti            | 13                |
| Svezia                 | 53                |
| Svizzera               | 32                |